# Jerry och Jumbo
Jerry och Jumbo (Jerry and Jumbo) är en kortfilm med Tom och Jerry. Den hade premiär den 21 februari 1953.

## Handling
En elefantunge faller från ett cirkuståg och rullar ner för en kulle och landar i Toms säng. Elefantungen möter sen Jerry och de blir snabbt vänner. De bestämmer sig för att driva med Tom och elefantungen blir målad så att den ser ut som en jättemus. Tom blir förvirrad när han tror sig se en liten och stor mus i huset, och den stora musen verkar också vara rätt så stark.